# Pioneer Natural Resources
Pioneer Natural Resources Company var ett amerikanskt petroleumbolag som hade verksamheter inom uppström inom den amerikanska petroleumindustrin. Företaget hade närvaro främst i västra Texas. Pioneer hade bevisade reserver på nästan 955 miljoner fat petroleum; omkring 783 miljoner fat naturgaskondensat (NGL) samt nästan 4,4 miljarder normalkubikmeter av naturgas för år 2023.

## Historik
Företaget grundades 1997 när Mesa Inc. köpte Parker & Parsley Petroleum Company för 1,9 miljarder amerikanska dollar och en fusion genomfördes mellan de två. Den 11 oktober 2023 meddelade konkurrenten Exxon Mobil att man hade för avsikt att förvärva Pioneer för 59,5 miljarder dollar. Den 3 maj 2024 blev affären slutförd.